# رائول آلفونسین
رائول آلفونسین (انگلیسی: Raúl Alfonsín؛ ۱۲ مارس ۱۹۲۷ – ۳۱ مارس ۲۰۰۹) یک وکیل و سیاست‌مدار اهل آرژانتین بود.